# Ectinorus budini
Ectinorus budini är en loppart som först beskrevs av Jordan et Rothschild 1923.  Ectinorus budini ingår i släktet Ectinorus och familjen Rhopalopsyllidae. Inga underarter finns listade i Catalogue of Life.